# Hwang Kyung-seon
Hwang Kyung-seon (kor. 황경선, ur. 21 maja 1986) – południowokoreańska zawodniczka w taekwondo, mistrzyni i brązowa medalistka olimpijska, dwukrotna mistrzyni świata.
Trzykrotnie startowała w igrzyskach olimpijskich (2004, 2008, 2012). W 2012 roku w Londynie i w 2008 roku w Pekinie zdobyła złoty medal olimpijski, a w cztery lata wcześniej w Atenach brązowy medal. Dwukrotna mistrzyni świata (2005, 2007).
Zwyciężczyni igrzysk azjatyckich w 2006 roku.